# Joseph Whitworth

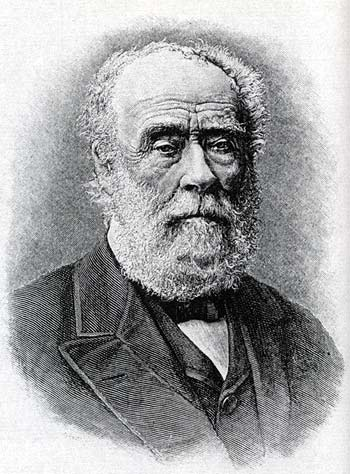
Joseph Whitworth

Joseph Whitworth (ur. 21 grudnia 1803 w Stockport, zm. 22 stycznia 1887 w Monte Carlo) – angielski przemysłowiec, konstruktor obrabiarek, broni palnej.

## Życiorys
W 1833 skonstruował tokarkę do gwintów metalowych. W 1841 opracował nowy calowy system gwintów, zwany systemem Whitwortha. Zarządzał fabryką w Manchesterze, gdzie doskonalił budowę armat i wyrób stali.
Prowadził badania nad bronią palną. W 1850 ustalił zależność między wielkością ładunku wybuchowego i zasięgiem pocisku. W 1854 zaprojektował karabin z lufą poligonalną, następnie opracował szereg różnych kalibrów z bruzdowaną lufą. Działa jego nie zostały przyjęte do uzbrojenia armii brytyjskiej, ale pewną ich liczbę sprzedano za granicę do Stanów Zjednoczonych.
W 1883 założył w Manchesterze wytwórnię maszyn, która słynęła z dużej dokładności wykonania elementów wyrobów. Po śmierci Whitwortha przedsiębiorstwo zostało przyjęte przez Williama George'a Armstronga i przyjęła nazwę Armstrong-Whitworth.